# Tolueen
Tolueen of methylbenzeen (C6H5CH3), vroeger ook wel toluol genoemd, is een vluchtige vloeistof: een verbinding bestaande uit een benzeenring waarvan 1 waterstofatoom vervangen is door een methylgroep. De stof wordt onder andere als verdunningsmiddel en als grondstof in de chemie gebruikt. Tolueen is het belangrijkste bestanddeel van thinner. Het is ook een onderdeel van benzine en wordt gebruikt als oplosmiddel in bandenplakmiddel. Bij het gebruik van solutie bij lijmsnuiven als vorm van drugsgebruik, is tolueen de werkzame stof.
Tolueen kan als organisch substituent gebruikt worden. In die context wordt het een tolylgroep genoemd.

## Toxicologie en veiligheid
Tolueen is bij langdurige blootstelling aan hoge concentraties schadelijk, het kan geheugenproblemen veroorzaken. Behalve dat het cumulatief schadelijk is, is het ook op de korte termijn schadelijk. Inademing van grote hoeveelheden veroorzaakt duizeligheid en misselijkheid. Men kan zelfs buiten bewustzijn raken. Benzeen is echter schadelijker. Daarom streeft men er in de chemie naar om benzeen als oplosmiddel zo veel mogelijk door tolueen of dimethylbenzeen te vervangen.
Tolueen wordt vaak samen met benzeen, ethylbenzeen en xyleen (BTEX) als bodemvervuiling aangetroffen. Bij de eerste inventarisatie van bodemvervuiling in Nederland (begin jaren '80 van de 20e eeuw, naar aanleiding van de Lekkerkerk-affaire), werden trichlooretheen, tetrachlooretheen en tolueen het meest aangetroffen. Tolueen in de bodem werd vooral aangetroffen op oude gasfabriekterreinen, bij tankstations en op terreinen van drukkerijen en verfindustrieën (waar tolueen veel als oplosmiddel wordt gebruikt).
Trinitrotolueen (beter bekend als TNT) is een stof die uit tolueen gemaakt wordt door doorgedreven aromatische nitrering. De stof is een krachtig explosief, net als vele andere genitreerde verbindingen. Een van de redenen voor het explosieve karakter is de elektronenarme toestand van het aromatisch systeem waardoor dit meer onderhevig is aan degradatie; dit verklaart waarom TNT explosief is en tolueen niet. TNT wordt als referentiekader voor andere explosieve wapens gebruikt: de kracht van een kernwapen wordt bijvoorbeeld uitgedrukt in megaton TNT.